# Torsktjärnen (Grangärde socken, Dalarna)
Torsktjärnen är en sjö i Ludvika kommun i Dalarna och ingår i Norrströms huvudavrinningsområde.